# Schistocerca cancellata
Schistocerca cancellata – południowoamerykański gatunek owada prostoskrzydłego z rodziny szarańczowatych (Acrididae), jeden z szarańczowatych tworzących fazę stadową. 
Wyróżniono dwa podgatunki:
- S. c. cancellata (Serville, 1838)
- S. c. paranensis (Burmeister, 1861)